# Veľký Biel
Veľký Biel es un municipio del distrito de Senec en la región de Bratislava, Eslovaquia, con una población estimada a final del año 2024 de 3064 habitantes.
Se encuentra ubicado al sureste de la región, en el valle del río Morava y cerca de la frontera con la región de región de Trnava y con Austria.

## Demografía
| Año        | 1994 | 2004     | 2014     | 2024     |
| ---------- | ---- | -------- | -------- | -------- |
| Población  | 1998 | 2203     | 2427     | 3064     |
| Diferencia |      | +10,26 % | +10,16 % | +26,24 % |

| Año        | 2023 | 2024    |
| ---------- | ---- | ------- |
| Población  | 3035 | 3064    |
| Diferencia |      | +0,95 % |